# Pyrinia bertularia
Pyrinia bertularia es una especie de polilla de la familia Geometridae. La especie fue descrita por primera vez por William Schaus habiendo sido descrita en 1901, con distribución en Brasil. El sintipo de la especie fue descrita en Castro (Paraná). 

## Descripción
Es una polilla pequeña con una envergadura de 23 milímetros (0,9 plg). Las alas anteriores son de color marrón violáceo claro con algunos tonos más oscuros a lo largo de la costa del ala y una línea oscura muy angulada justo debajo del ápice que se extiende hasta la mitad del margen interno en las alas posteriores. El envés es ocre rojizo, con estrías más oscuras. Las alas anteriores son bastante largas y estrechas, con el ápice obtuso y el margen externo oblicuo.